# PHM Racing
PHM Racing es una escudería alemana de automovilismo con base en Berlín, Alemania. El equipo fue fundado por Paul Müller. En 2023 y 2024, compitió en Fórmula 2 y Fórmula 3 tras adquirir la participación de Charouz Racing System.

## Historia
Tras la disolución del Mücke Motorsport, que disolvió su programa de monoplazas a fines de 2021, PHM Racing fue fundado por Paul Müller con un equipo compuesto principalmente por ex personal de Mücke y el objetivo de ser una organización sin fines de lucro.
El equipo dio su primer paso en las carreras en el Campeonato de EAU de Fórmula 4 de 2022, compitiendo con Nikita Bedrin, Jonas Ried y Taylor Barnard. Después de una temporada que arrojó la primera victoria del equipo en una carrera con Barnard y un par más de victorias logradas por Bedrin, el propietario del equipo, Paul Müller, anunció que entrarían en la serie F4 italiana y alemana.
El equipo ingresó a la Fórmula Regional de Oriente Medio en 2023, antes de expandirse a la F2 y la F3 con una adquisición inicialmente parcial de Charouz Racing System. Para 2024, anunció un nuevo acuerdo con un grupo inversor con sede en Dubái, que haría que el equipo pasara a llamarse PHM AIX Racing para 2024. Posteriormente, el grupo completó la adquisición total de las estructuras de F2 y F3 en mayo de 2024.

## Resultados

### Categorías actuales

#### Campeonato de Italia de Fórmula 4
| Temporada | Monoplaza      | Piloto            | Carreras | Victorias | Poles | VR | Puntos | Pos. | Pos. |
| --------- | -------------- | ----------------- | -------- | --------- | ----- | -- | ------ | ---- | ---- |
| 2022      | Tatuus F4-T421 | Taylor Barnard    | 20       | 0         | 0     | 0  | 103    | 8.º  | 3.º  |
| 2022      | Tatuus F4-T421 | Nikita Bedrin     | 20       | 0         | 0     | 0  | 77     | 12.º | 3.º  |
| 2022      | Tatuus F4-T421 | Jonas Ried        | 20       | 0         | 0     | 0  | 1      | 25.º | 3.º  |
| 2022      | Tatuus F4-T421 | Victoria Blokhina | 20       | 0         | 0     | 0  | 0      | 34.º | 3.º  |

#### Campeonato de EAU de Fórmula 4
| Temporada | Monoplaza      | Piloto                 | Carreras | Victorias | Poles | VR | Puntos | Pos. | Pos. |
| --------- | -------------- | ---------------------- | -------- | --------- | ----- | -- | ------ | ---- | ---- |
| 2022      | Tatuus F4-T421 | Nikita Bedrin          | 19       | 2         | 1     | 1  | 198    | 4.º  | 3.º  |
| 2022      | Tatuus F4-T421 | Taylor Barnard         | 20       | 1         | 0     | 0  | 80     | 9.º  | 3.º  |
| 2022      | Tatuus F4-T421 | Jonas Ried             | 20       | 0         | 0     | 0  | 4      | 23.º | 3.º  |
| 2023      | Tatuus F4-T421 | Noah Strømsted         | 15       | 0         | 0     | 0  | 55     | 9.º  | 5.º  |
| 2023      | Tatuus F4-T421 | Valentin Kluss         | 15       | 0         | 0     | 0  | 50     | 10.º | 5.º  |
| 2023      | Tatuus F4-T421 | Akshay Bohra           | 15       | 0         | 0     | 0  | 11     | 21.º | 5.º  |
| 2023      | Tatuus F4-T421 | Nandhavud Bhirombhakdi | 6        | 0         | 0     | 0  | 0      | 31.º | 5.º  |
| 2023      | Tatuus F4-T421 | Jakob Bergmeister      | 9        | 0         | 0     | 0  | 0      | 40.º | 5.º  |

#### Campeonato de Fórmula Regional de Medio Oriente
| Temporada | Monoplaza        | Piloto         | Carreras | Victorias | Poles | VR | Puntos | Pos. | Pos. |
| --------- | ---------------- | -------------- | -------- | --------- | ----- | -- | ------ | ---- | ---- |
| 2023      | Tatuus F.3 T-318 | Taylor Barnard | 15       | 2         | 0     | 3  | 152    | 2.º  | 2.º  |
| 2023      | Tatuus F.3 T-318 | Joshua Dufek   | 15       | 0         | 0     | 3  | 105    | 6.º  | 2.º  |
| 2023      | Tatuus F.3 T-318 | Nikita Bedrin  | 15       | 2         | 2     | 0  | 78     | 8.º  | 2.º  |

#### Campeonato de Fórmula 2 de la FIA
| Temporada | Monoplaza       | Piloto         | Carreras | Victorias | Poles | VR | Puntos | Pos. | Pos. |
| --------- | --------------- | -------------- | -------- | --------- | ----- | -- | ------ | ---- | ---- |
| 2023      | Dallara F2 2018 | Roy Nissany    |          |           |       |    |        |      |      |
| 2023      | Dallara F2 2018 | Brad Benavides |          |           |       |    |        |      |      |

#### Campeonato de Fórmula 3 de la FIA
| Temporada | Monoplaza       | Piloto         | Carreras | Victorias | Poles | VR | Puntos | Pos. | Pos. |
| --------- | --------------- | -------------- | -------- | --------- | ----- | -- | ------ | ---- | ---- |
| 2023      | Dallara F3 2019 | Sophia Flörsch |          |           |       |    |        |      |      |
| 2023      | Dallara F3 2019 | Roberto Faria  |          |           |       |    |        |      |      |
| 2023      | Dallara F3 2019 | Piotr Wiśnicki |          |           |       |    |        |      |      |

### Categorías anteriores

#### ADAC Fórmula 4
| Temporada | Monoplaza      | Piloto         | Carreras | Victorias | Poles | VR | Puntos | Pos. | Pos. |
| --------- | -------------- | -------------- | -------- | --------- | ----- | -- | ------ | ---- | ---- |
| 2022      | Tatuus F4-T021 | Taylor Barnard | 18       | 5         | 3     | 3  | 266    | 2.º  | 2.º  |
| 2022      | Tatuus F4-T021 | Nikita Bedrin  | 18       | 1         | 0     | 1  | 175    | 4.º  | 2.º  |
| 2022      | Tatuus F4-T021 | Jonas Ried     | 18       | 0         | 0     | 1  | 71     | 9.º  | 2.º  |
| 2022      | Tatuus F4-T021 | Valentin Kluss | 12       | 0         | 0     | 0  | 61     | 11.º | 2.º  |

## Línea de tiempo
| Categorías actuales                             | Categorías actuales |
| ----------------------------------------------- | ------------------- |
| Campeonato de Italia de Fórmula 4               | 2022-               |
| Campeonato de EAU de Fórmula 4                  | 2022-               |
| Campeonato de Fórmula Regional de Medio Oriente | 2023-               |
| Fórmula 4 CEZ                                   | 2023-               |
| Campeonato Euro 4                               | 2023-               |
| Categorías pasadas                              |                     |
| ADAC Fórmula 4                                  | 2022                |
| Campeonato de Fórmula 2 de la FIA               | 2023-2024           |
| Campeonato de Fórmula 3 de la FIA               | 2023-2024           |